# Dionizy (biskup)
Święty Dionizy (zm. 250–258) – święty katolicki, pierwszy biskup Paryża, męczennik, patron Francji. Jeden z Czternastu Świętych Wspomożycieli.

## Życiorys
Według Historii Franków autorstwa św. Grzegorza z Tours, był jednym z siedmiu wysłanych przez papieża Fabiana do Galii legatów, których zadaniem miała być organizacja lokalnego Kościoła. Przybycie z misją nastąpiło prawdopodobnie w 250 roku i z tą datą łączy się jego sakrę pierwszego biskupa obecnego Paryża. W pracy pomagali mu kapłan Rustyk i diakon Eleuteriusz. Podczas prześladowań chrześcijan za panowania cesarza Waleriana zostali poddani torturom, a następnie ścięci na wzgórzu Montmartre w Paryżu (stąd francuska nazwa Montmartre pochodząca od łac. Mons Martyrium i oznaczająca górę męczenników). Pochowany został poza miastem, gdzie król Dagobert później ufundował opactwo i gdzie wzniesiono kościół pod jego wezwaniem (współcześnie Bazylika Saint-Denis).
Według legendy św. Dionizy po ścięciu powstał podnosząc obciętą głowę i przeszedł przez zgromadzony tłum gapiów. Następnie miał przebyć kilka kilometrów otoczony śpiewającym chórem aniołów, dopiero gdy napotkał pobożną kobietę Katullę, przekazał jej swą głowę i padł martwy. Kobieta zabrała głowę męczennika, by ukryć ją w swym domu. Zdarzenie miało potwierdzić wielu świadków. Świętego Dionizego pochowano na placu Vicus Catulliacus.

## Kult
Do XVI w. św. Dionizy paryski był często mylony z Dionizym Areopagitą, uczniem św. Pawła, co nastąpiło pod wpływem pism przywiezionych do Francji przez Ludwika Pobożnego (przetłumaczonych w 827 r. przez opata Hilduina), a błędnie przypisywanych Dionizemu Areopagicie. Obecnie przypisuje się je anonimowemu autorowi z VI wieku, zwanemu Pseudo-Dionizym Areopagitą.
W miejscu grobu Dionizego i jego towarzyszy zbudowano opactwo św. Dionizego (St. Denis) – późniejszym miejscu pochówku kolejnych królów Francji. 
Św. Dionizy jest patronem Francji oraz cierpiących na bóle głowy i migreny.

## Ikonografia
Legenda o ścięciu biskupa Dionizego, który trzymał swą głowę odrąbanymi wraz z nią dłońmi, poskutkowała pierwszym w ikonografii przedstawieniem postaci męczennika trzymającego własną ściętą głowę (kefaloforia). Typowym atrybutem świętego-męczennika jest palma. W średniowieczu wierzono, że relikwie tego świętego (np. włosy), umieszczone w rękojeści miecza, miały nadawać broni moc nadprzyrodzoną. Kult świętego w średniowiecznej Galii porównywalny jest z kultem św. Stanisława w Polsce.
Jego wspomnienie liturgiczne obchodzone jest 9 października.